# Xã Lamine, Quận Cooper, Missouri
Xã Lamine (tiếng Anh: Lamine Township) là một xã thuộc quận Cooper, tiểu bang Missouri, Hoa Kỳ. Năm 2010, dân số của xã này là 268 người.